# Presidentes da Royal Society

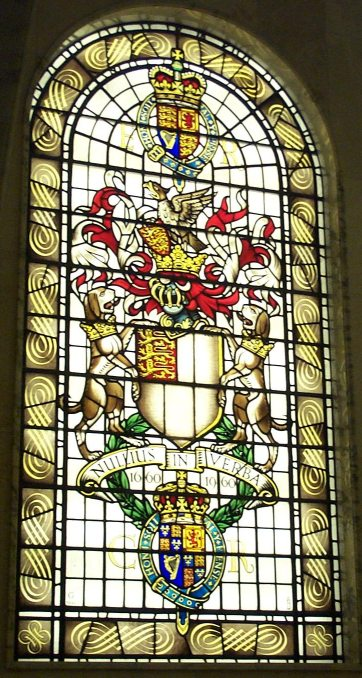
Brasão de armas da Royal Society em um vitral com a seguinte inscrição "Nullius in verba".

O presidente da Royal Society (PRS) é eleito entre a comunidade científica da Commonwealth para um mandato de cinco anos. Os três presidentes que ficaram mais tempo no cargo foram sir Joseph Banks (1778–1820: 42 anos), sir Isaac Newton (1703–1727: 24 anos) e sir Hans Sloane (1727–1741: 14 anos). O presidente atual, desde novembro de 2020, é o estatístico Adrian Smith.

## Século XVII
| Período   | Tempo (anos) | Presidente            |
| --------- | ------------ | --------------------- |
| 1660–1662 | 2            | Robert Moray          |
| 1662–1677 | 5            | William Brouncker     |
| 1677–1680 | 3            | sir Joseph Williamson |
| 1680–1682 | 2            | sir Christopher Wren  |
| 1682–1683 | 1            | sir John Hoskins      |
| 1683–1684 | 1            | sir Cyril Wyche       |
| 1684–1686 | 2            | Samuel Pepys          |
| 1686–1689 | 3            | John Vaughan          |
| 1689–1690 | 1            | Thomas Herbert        |
| 1690–1695 | 5            | sir Robert Southwell  |
| 1695–1698 | 3            | Charles Montagu       |

## Século XVIII
| Período   | Tempo (anos) | Presidente                             |
| --------- | ------------ | -------------------------------------- |
| 1698–1703 | 5            | John Somers                            |
| 1703–1727 | 24           | sir Isaac Newton                       |
| 1727–1741 | 14           | sir Hans Sloane                        |
| 1741–1752 | 11           | Martin Folkes                          |
| 1752–1764 | 12           | George Parker (conde de Macclesfield)  |
| 1764–1768 | 4            | James Douglas (conde de Morton)        |
| 1768–1768 | 0            | James Burrow (depois sir James Burrow) |
| 1768–1772 | 4            | James West                             |
| 1772–1772 | 0            | James Burrow (depois sir James Burrow) |
| 1772–1778 | 6            | sir John Pringle                       |

## Século XIX
| Período   | Tempo (anos) | Presidente                                     |
| --------- | ------------ | ---------------------------------------------- |
| 1778–1820 | 42           | sir Joseph Banks                               |
| 1820–1820 | 0            | William Hyde Wollaston                         |
| 1820–1827 | 7            | sir Humphry Davy                               |
| 1827–1830 | 3            | Davies Gilbert                                 |
| 1830–1838 | 8            | Augustus Frederick (duque de Sussex)           |
| 1838–1848 | 10           | Joshua Alwyne Compton (marquês de Northampton) |
| 1848–1854 | 6            | William Parsons (conde de Rosse)               |
| 1854–1858 | 4            | John Wrottesley                                |
| 1858–1861 | 3            | sir Benjamin Collins Brodie                    |
| 1861–1871 | 10           | sir Edward Sabine                              |
| 1871–1873 | 2            | sir George Biddell Airy                        |
| 1873–1878 | 5            | sir Joseph Dalton Hooker                       |
| 1878–1883 | 5            | William Spottiswoode                           |
| 1883–1885 | 2            | Thomas Henry Huxley                            |
| 1885–1890 | 5            | sir George Gabriel Stokes                      |
| 1890–1895 | 5            | sir William Thomson (lord Kelvin)              |
| 1895–1900 | 5            | Joseph Lister (lord Lister)                    |

## Século XX
| Período   | Tempo (anos) | Presidente                                                                       |
| --------- | ------------ | -------------------------------------------------------------------------------- |
| 1900–1905 | 5            | sir William Huggins                                                              |
| 1905–1908 | 3            | John William Strutt (lord Rayleigh)                                              |
| 1908–1913 | 5            | sir Archibald Geikie                                                             |
| 1913–1915 | 2            | sir William Crookes                                                              |
| 1915–1920 | 5            | sir Joseph John Thomson                                                          |
| 1920–1925 | 5            | sir Charles Scott Sherrington                                                    |
| 1925–1930 | 5            | Ernest Rutherford (barão Rutherford de Nelson, Nova Zelândia)                    |
| 1930–1935 | 5            | sir Frederick Gowland Hopkins                                                    |
| 1935–1940 | 5            | sir William Henry Bragg                                                          |
| 1940–1945 | 5            | sir Henry Dale                                                                   |
| 1945–1950 | 5            | sir Robert Robinson                                                              |
| 1950–1955 | 5            | Edgar Douglas Adrian (depois barão Adrian de Cambridge)                          |
| 1955–1960 | 5            | sir Cyril Norman Hinshelwood                                                     |
| 1960–1965 | 5            | sir Howard Florey (depois barão Florey de Adelaide, Austrália e Marston, Oxford) |
| 1965–1970 | 5            | Patrick Maynard Stuart Blackett (depois lord Blackett de Chelsea)                |
| 1970–1975 | 5            | sir Alan Hodgkin                                                                 |
| 1975–1980 | 5            | Alexander Todd (barão Todd de Trumpington)                                       |
| 1980–1985 | 5            | sir Andrew Huxley                                                                |
| 1985–1990 | 5            | George Porter (barão Porter de Luddenham)                                        |
| 1990–1995 | 5            | sir Michael Atiyah                                                               |
| 1995–2000 | 5            | sir Aaron Klug                                                                   |

## Século XXI
| Período   | Tempo (anos) | Presidente                         |
| --------- | ------------ | ---------------------------------- |
| 2000–2005 | 5            | Robert May (lord May de Oxford)    |
| 2005–2010 | 5            | Martin Rees (barão Rees de Ludlow) |
| 2010–2015 | 5            | sir Paul Nurse                     |
| 2015–2020 | 5            | sir Venki Ramakrishnan             |
| 2020–2025 | 5            | sir Adrian Smith                   |